# Radovan Marušić
Radovan Marušić (Metković, 1932. – Zenica, 9. rujna 2008.) bio je hrvatski dramaturg, scenograf i kostimograf.
Školovao se u Metkoviću, Dubrovniku i Splitu, a potom i u Novom Sadu gdje je završio VŠPU. Diplomirani je scenograf i kostimograf. Napisao je preko dvadeset drama koje su objavljene u desetak knjiga te izvođene u Zenici, Zrenjaninu, Banjoj Luci, Tuzli, Mostaru, Bitoli i Sarajevu. 
Dvadeset pet godina bio je ravnatelj Bosanskog narodnog kazališta u Zenici. 
Članstva:
- Društvo pisaca Bosne i Hercegovine
- Društvo hrvatskih književnika Herceg-Bosne
- Društva pisaca Hrvatske

Nagrade:
- četiri “Sterijine nagrade” u Novom Sadu,
- “Zlatni lovor” na sarajevskom MES-u
- druge kazališne nagrade i priznanja.

Važnije drame izvedene u profesionalnim kazalištima: 
- Mali Ivica (1961.)
- Putovanje u svemir (1963.)
- Ne traži sveca u paklu (1965.)
- Zaustavljeni let (1967.)
- Šeherzadine noći (1969.)
- Otočanke (1977.)
- Kokini (1980.)
- Vjetar raznosi, vjetar i donosi (1985.)
- Vila Rajski mir (1989.)
- Susjedi (2001.)